# Befestigungsanlage (Grodków)

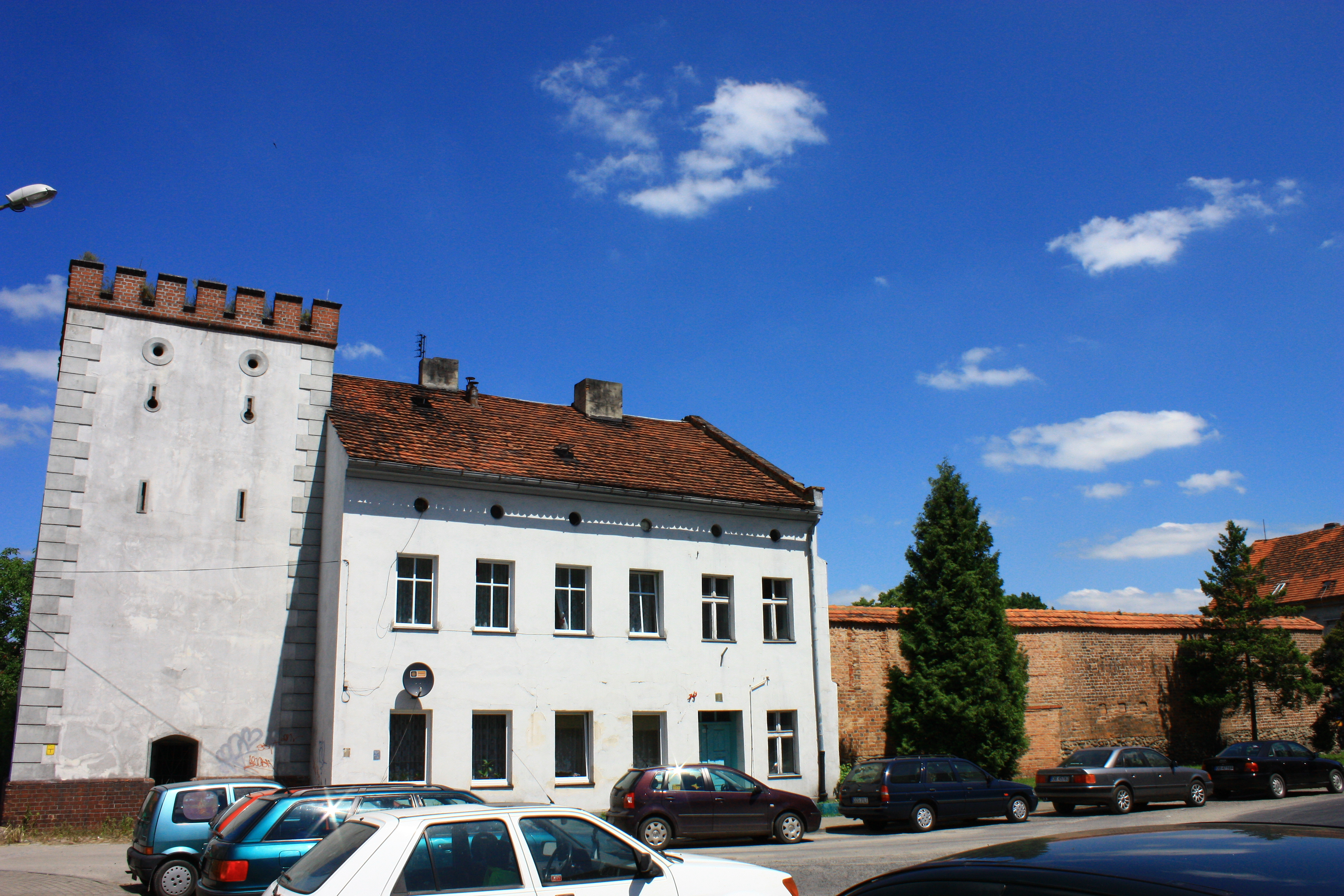
Stockturm mit erhaltener Mauer

Die Stadtbefestigung der schlesischen Stadt Grodków (dt. Grottkau) ist in Teilen erhalten und umgibt den alten Ortskern.

## Beschreibung und Geschichte

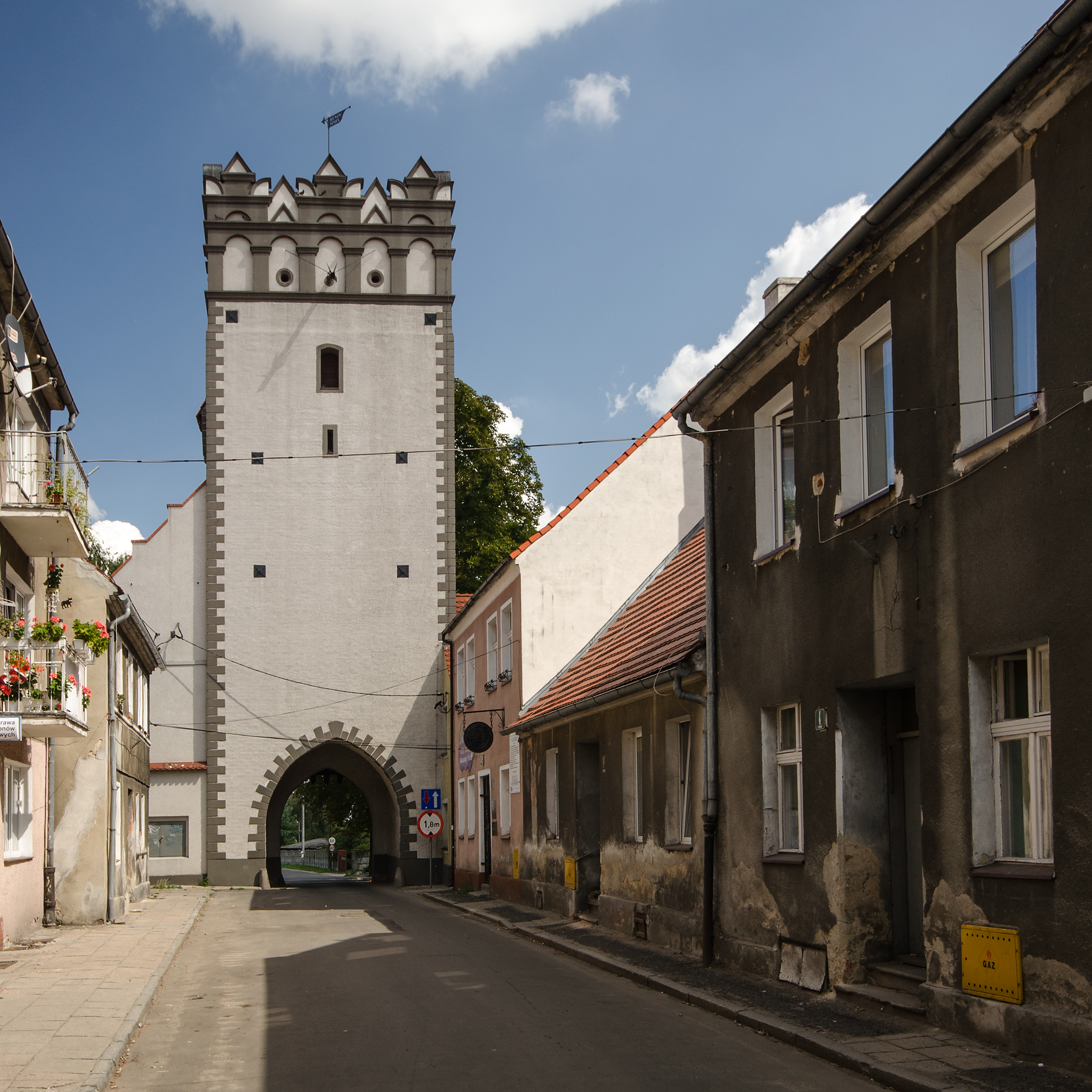
Löwener Torturm

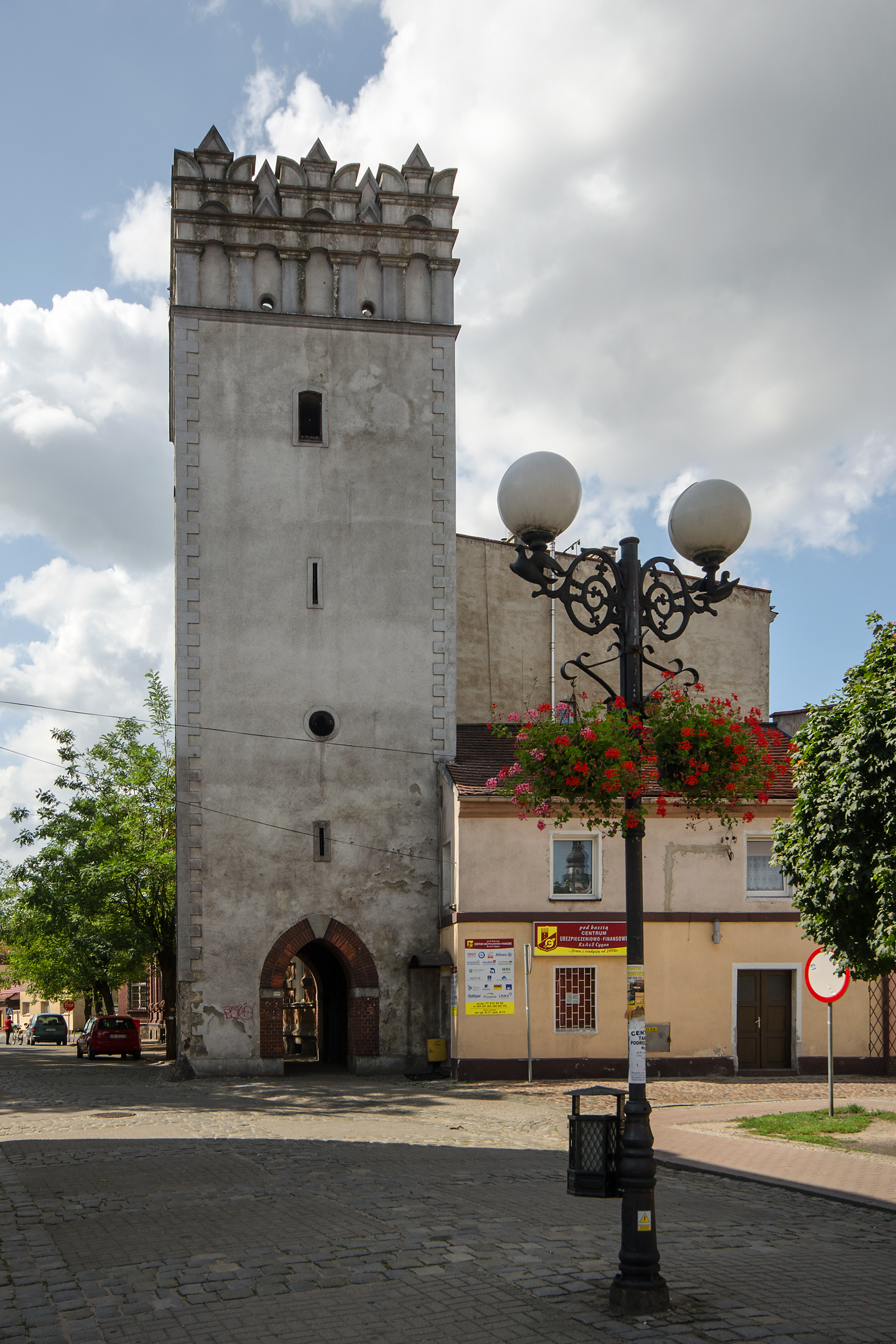
Münsterberger Tor

Die Stadt Grottkau entstand in Form eines Kreises. Eine erste Stadtmauer entstand  mit Feld- und Raseneisensteinen zwischen 1280 und 1301 unter Herzog Bolko I. Um 1351 wurde die kreisförmige Stadtbefestigungsanlage erweitert und unter dem Bestreben durch den Bischof Preczlaw von Pogarell mit Basteien ergänzt. Um 1600 und zwischen 1664 und 1671 wurde die Befestigung erweitert und saniert.
Im Laufe des 18. Jahrhunderts verlor die Befestigung ihre Funktion. Zu Beginn des 19. Jahrhunderts begann die Schleifung der Stadtbefestigung. 1825 wurde der Stadtgraben zugeschüttet. Die Fläche wurde gärtnerisch und in Teilen als Parkanlage angelegt, darunter der Jubiläumspark im Südosten. Mitte des 19. Jahrhunderts wurden das Breslauertor an der Nordseite und das Neissertor an der Südseite geschleift. 
Erhalten haben sich bis heute einzelne Fragmente der Stadtmauer, darunter vor allem im nördlichen und südwestlichen Bereich. Erhalten haben sich außerdem zwei Stadttore sowie ein Turm. 
Die Befestigungsanlagen wurden am 16. Oktober 1963 unter 684/63 in das Verzeichnis der Baudenkmäler der Woiwodschaft Oppeln eingetragen.

## Stadttore
Zu den wichtigsten Baudenkmäler gehören zwei Stadttore sowie ein Turm.

### Löwener Torturm
Das Löwener Torturm (poln. Brama Lewińska) liegt im östlichen Bereich der Befestigungsanlagen. Der Löwener Torturm wurde im 15. Jahrhundert erbaut. Dieser besitzt eine Spitzbogendurchfahrt sowie eine aufwendig gestaltete Turmeinfassung im Stil der Renaissance.

### Münsterberger Tor
Das Münsterberger Tor (poln. Brama Ziębicka) liegt im westlichen Bereich der Befestigungsanlagen. Der Turm wurde im 15. Jahrhundert auf quadratischem Grundriss errichtet. Der Turm besitzt eine  verputzte Eckquaderung. 

### Stockturm
Der Stockturm (poln. Baszta Więzienna) liegt im nördlichen Bereich der Befestigungsanlagen. Der Turm stand einst neben dem Breslauer Tor. Der Turm entstand im 14. Jahrhundert und wurde im 16. Jahrhundert aufgestockt. Ende des 19. Jahrhunderts erhielt der Turm Zinnen.